# Gran Sinagoga de Argel
La Gran Sinagoga de Argel era un edificio religioso judío localizado en la ciudad de Argel, la capital del país africano de Argelia. El 11 de diciembre de 1960, la sinagoga fue atacada por un grupo radical árabe que profanó los rollos de la Torá y los libros de oración. Después de que los judíos fueron expulsados de Argel en 1962, la sinagoga fue convertida en una mezquita y un minarete fue agregado. Actualmente se llama mezquita Ibn Faris.